# Church Hill (Pensilvania)
Church Hill es un lugar designado por el censo ubicado en el condado de Mifflin en el estado estadounidense de Pensilvania. En el año 2010 tenía una población de 1.627 habitantes y una densidad poblacional de 451,9 personas por km².

## Geografía
Church Hill se encuentra ubicado en las coordenadas 40°41′33″N 77°35′41″O / 40.69250, -77.59472. Según la Oficina del Censo de los Estados Unidos, Church Hill tiene una superficie total de 1,38 mi² (3,6 km²), de la cual 1,38 mi² (3,6 km²) corresponden a tierra firme y 0 mi² (0 km²) es agua.